# Bulbophyllum wrayi
Bulbophyllum wrayi là một loài phong lan thuộc chi Bulbophyllum.